# Contributions from the University of Michigan Herbarium
Contributions from the University of Michigan Herbarium (abreviado Contr. Univ. Michigan Herb.) es una revista con ilustraciones y descripciones botánicas, que es editada por la Universidad de Míchigan en Estados Unidos desde el año 1939.